# 瓦莱迪卡谢斯
瓦莱迪卡谢斯（義大利語：Valle di Casies），是意大利北部波尔扎诺自治省的一个市镇，位于其省会波尔查诺的东北方约70公里处。ISTAT代码为021109。

## 地理
于2010年11月30日的人口总计为2,256人，人口密度20.8人/平方公里，总面积108.7平方公里。